# Schiffswerft Christof Ruthof
Koordinaten: 50° 1′ 19,2″ N, 8° 16′ 4,8″ O
Die Christof Ruthof, Schiffswerft und Maschinenfabrik, war bis 1975 ein deutsches Unternehmen mit Standorten in Mainz-Kastel und Regensburg.

## Geschichte

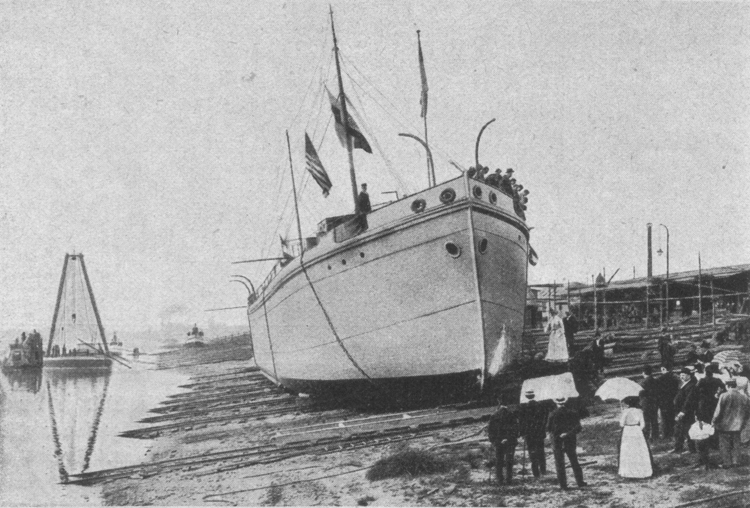
Stapellauf des Seeleichters „Senator“, Ruthof-Werft in Mainz-Kastel 1902

Das Unternehmen wurde 1871 vom Holzschiffbaumeister Christof Ruthof in Kastel gegründet. Ruthof fertigte zunächst Schiffe aus Holz, ab 1884 auch aus Stahl. Das erste stählerne Schiff war die Ponte Loreley II für die Fährverbindung zwischen Sankt Goar und Sankt Goarshausen. 1878 bezog die Werft ein neues Gelände gegenüber der Petersaue, das im Lauf der Jahre mit drei Querhellingen und einer Längshelling ausgestattet wurde.
1892 wurde für serbische Aufträge eine Werft in Regensburg gegründet, die schon 1894 an die untere Donaulände verlegt wurde. 1910 erfolgte die Gründung einer zweiten Werft in Regensburg am Südkai des neuen Petroleumhafens im Stadtosten. Zur Unterscheidung erhielt die Werft in Mainz-Kastel die Bezeichnung „Rhein-Werft“, die Werften in Regensburg wurden „Donau-Werften“ (Werft II im Petroleumhafen, Werft III an der Donaulände) genannt. Die Schifffahrtsgesellschaft Bayerischer Lloyd gab nach ihrer Gründung 1913 bei der Ruthof-Werft in Regensburg zwei Tankschiffe in Auftrag, MS König Ludwig III und MS M II Bayreuth. Es handelte sich dabei um die ersten motorisierten Tankschiffe der europäischen Binnenschifffahrt, und sie gehörten zu den ersten dieselbetriebenen Motorschiffen. Jedes der Tankschiffe war mit zwei 320 PS starken Dieselmotoren ausgestattet und hatte eine Kapazität von 628 Tonnen Rohöl.
1920, nach dem Tod des Gründers Christof Ruthof, wurde die Firma in eine familieneigene Kommanditgesellschaft umgewandelt, die sein Sohn Josef Ruthof als persönlich haftender Gesellschafter leitete. Das Unternehmen beschäftigte inzwischen an den Standorten in Mainz-Kastel und Regensburg rund 800 Personen und hatte mehr als 600 Schiffe abgeliefert. 1929 wurde unter Baunummer 1000 der Dampfer Mainz erbaut. Der Export der Werften und der Maschinenfabrik nahm einen wichtigen Teil des Unternehmens ein. In den Jahren 1930 bis 1937 erfolgten mehrere Großaufträge aus Rumänien, für die das Reichsfinanzministerium Exportkredite im Rahmen von 5 Mio. Reichsmark pro Einzelantrag gewährte.
Während des Zweiten Weltkriegs war die Werft in die Rüstungsproduktion eingebunden und baute für die Wehrmacht Wohnprahme, Pionierlandungsboote und Marinenachschubleichter. In dieser Zeit wurden in dem Unternehmen Zwangsarbeiter aus den westeuropäischen Besatzungsgebieten, sogenannte „Westarbeiter“, eingesetzt. Die Deutsche Arbeitsfront listete in einer Aufstellung für den Kreis Mainz im April 1943 zwei Holländer, einen Flamen und 29 Franzosen, die der Ruthof-Werft zugeteilt waren, auf. Im Regensburger Werftbetrieb waren französische und russische Gefangene im Einsatz, deren Zahl jedoch unbekannt ist.
Nach dem Tod von Josef Ruthof im Jahre 1947 wurde die Rechtsform in eine GmbH umgewandelt. Adolf H. Hummel, Johann H. Koenigsfeld und Fritz Gehm wurden zu Geschäftsführern bestellt. Die Werft in Mainz-Kastel nahm nach dem Wiederaufbau der im Kriege zerstörten Anlagen einen raschen Aufschwung. 1953 konnte der Dampfer Goethe der Köln-Düsseldorfer Rheindampfschifffahrtsgesellschaft (KD) modernisiert wieder hergestellt werden, rechtzeitig zum 100. Jubiläum der Reederei. Unter der Leitung von Hummel wurden in den Folgejahren die ersten Kabinenschiffe für die KD gebaut. Auch der Export wurde wieder aufgenommen, so durch den Bau zweier Schubschiffe und mehrerer Güterschiffe für Myanmar (Burma), von Fähren und Schnellbooten für Ghana und zwei Nil-Kreuzfahrtschiffen für Ägypten. Die Schubschifffahrt auf dem Rhein wurde entscheidend vorangebracht durch den ersten speziell dafür nach amerikanischem Vorbild gebauten Schubverband. Dieser wurde für ein deutsch-holländisches Konsortium unter Führung der Reederei Raab Karcher gebaut und bestand aus dem Schubboot Wasserbüffel, Baunummer 1415 und vier Leichtern mit je 1300 t Tragfähigkeit.
Das Unternehmen Christof Ruthof war vom allgemeinen Rückgang der Schiffbauindustrie in der Bundesrepublik Deutschland betroffen und musste 1975 den Betrieb einstellen. Das ehemalige Werftgelände in Mainz-Kastel wurde für den Wohnungsbau verwendet, an die ehemalige wirtschaftliche Bedeutung erinnert heute der Straßenname „An der Helling“.

## Bekannte Schiffe

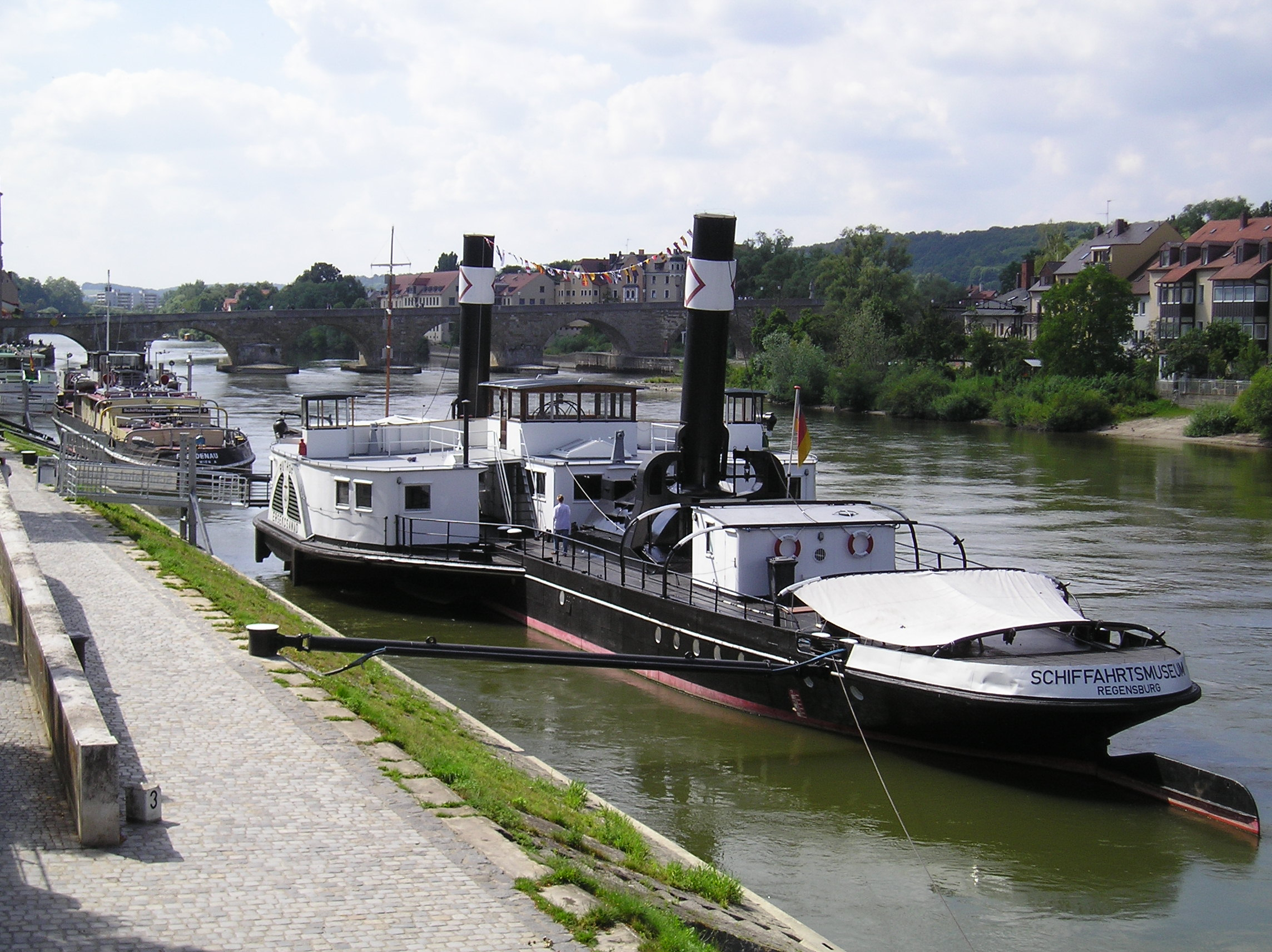
Seitenradschlepper Ruthof / Érsekcsanád an der Regensburger Donaulände, 1923 (Baunr. 741) gebaut

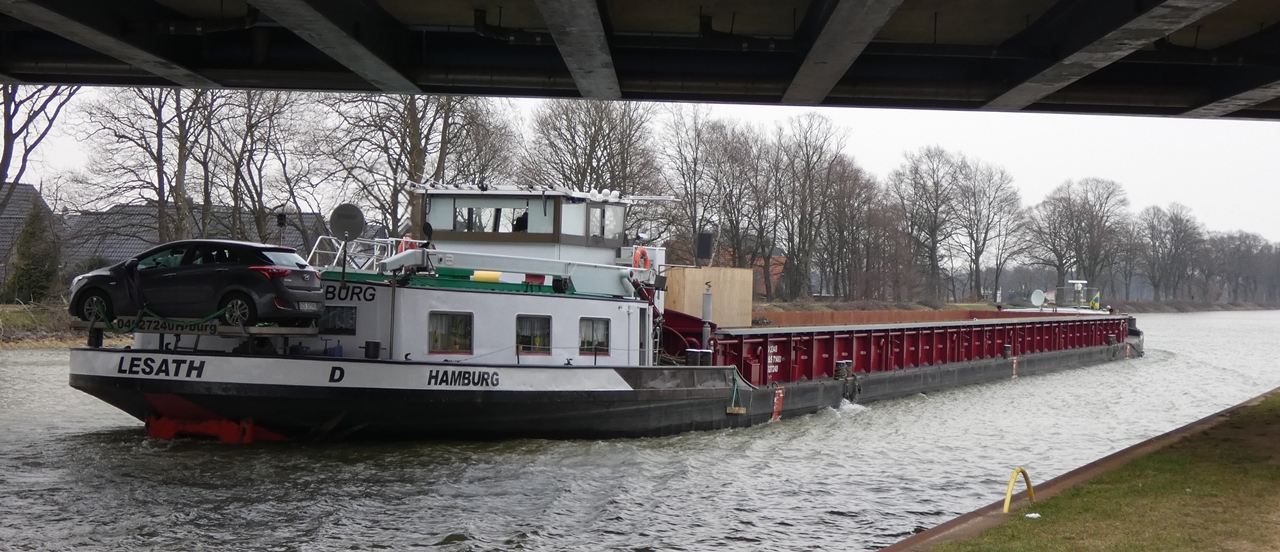
Gütermotorschiff Lesath, ENI 04027240, 1916 als Schleppkahn Rhenania 26 (Baunr. 582) gebaut, 1960 motorisiert, 1972 verlängert

Zu den bekannten bzw. noch aktiven Schiffen, die von der Schiffswerft Christof Ruthof erbaut wurden, zählen unter anderem (Anordnung nach Baujahr):
- Schaufelradschiff Goethe, 1945 durch einen Bombentreffer versenkt, 1949 wieder gehoben und 1951/1952 durch die Ruthof-Werft repariert und umgebaut, 2008–2009 auf Dieselantrieb umgerüstet und nach Malta ausgeflaggt[9]
- Vaterland, gebaut 1902
- Radschleppdampfer Ruthof, gebaut 1922, Regensburg, heute Museumsschiff ebd.
- Stadt Überlingen, gebaut 1928
- Mainz (Bj. 1929, a. D. 1981), liegt als Museumsschiff DS Mannheim[10] in Mannheim (Seitenraddampfer)
- Stadt Bingen, 1933. Personenfähre, eingesetzt auf der Fährverbindung Rüdesheim am Rhein – Bingen am Rhein
- Tamara, 1934, Fahrgastschiff, verkehrt zwischen Wiesbaden und der Rheininsel Rettbergsaue
- Queen Wilma, gebaut 1936. Das Fahrgastschiff trug lange den Namen Olympia, wurde dann auf Stadt Saarburg umgetauft und ist seit 2015 als Queen Wilma in Saarlouis beheimatet.
- Stadt Köln ex Hansestadt Köln, 1938 gebautes Repräsentationsschiff der Stadt Köln[11] Das Schiff steht seit 2018 unter Denkmalschutz. Es wird z. Z. restauriert.[12]
- Bereisungsschiff Mainz ex Hungaria, (ehemalige ungarische Staatsyacht), gebaut 1943
- Marinenachschubleichter MNL 26 und MNL 27: Landungsboote der Kriegsmarine[13]
- Schlepper Arthur Kaspar, 1955 gebaut. 2005 erworben vom Wiener Verein Freunde Historischer Schiffe und seitdem durch den Verein im Originalzustand erhalten und gepflegt.
- Fahrgastschiff Kelheim, gebaut 1958, ab 1979 als Bodman auf dem Bodensee aktiv, seit 2013 MS Raiffeisen[14]
- Fluss-Kreuzfahrtschiff Europa, gebaut 1960, erstes Schiff dieser Art auf dem Rhein
- Fluss-Kreuzfahrtschiff France, gebaut 1966, seit 2002 Statendam
- Fahrgastschiff Wappen von Köln ex Rhein, gebaut 1967
- Fluss-Kreuzfahrtschiff Britannia, gebaut 1969
- Fluss-Kreuzfahrtschiff Alemannia ex Deutschland, gebaut 1971
- Wohnschiff Arkona Baunummer 1271, gebaut 1943, liegt jetzt als Hostel in Wilhelmshaven